# Torrella
Torrella község Spanyolországban, Valencia tartományban. Torrella Canals, Cerdà, La Granja de la Costera, Llanera de Ranes, Novelé, Vallés és Xàtiva községekkel határos. Lakosainak száma 150 fő (2024).

## Népesség
A település népessége az utóbbi években az alábbiak szerint változott:
| Lakosok száma | 174  | 166  | 158  | 148  | 158  | 158  | 145  | 146  | 134  | 150  |
|               | 2001 | 2004 | 2007 | 2009 | 2012 | 2014 | 2017 | 2019 | 2022 | 2024 |